# Lasioglossum burnupi
Lasioglossum burnupi là một loài Hymenoptera trong họ Halictidae. Loài này được Cockerell mô tả khoa học năm 1920.